# دايفيد ويبر
دايفيد ويبر (بالإنجليزية: David Weber) (و. 1952  م) هو روائي، وكاتب، وكاتب خيال علمي، وكاتب خيال علمي، وFantasy author ‏، وكاتب سيناريو أمريكي، ولد في كليفلاند، أوهايو، بدأ مشواره المهني سنة 1990.

## التعليم
تعلم في جامعة ولاية الأبلاش
.

## روابط خارجية
- دايفيد ويبر على موقع ميوزك برينز (الإنجليزية)